# Rio (日本のエンターテイメントプロデューサー)
Rio（リオ、本名：久保 武士[くぼ たけし] 1981年10月7日 - ）は、中国在住の日本人エンターテインメントプロデューサー、実業家。NO BORDERS CORPORATION代表取締役兼エグゼクティブ・プロデューサー。
ダンス・ロック・ユニット「SaGa」リーダー・プロデューサーとして2005年にavex traxよりメジャー・デビュー。作詞・作曲・打ち込み担当。

## 経歴
大阪府寝屋川市の家庭に二人兄弟の長男として生まれる。3歳の頃奈良県生駒郡斑鳩町に転居。1997年県内唯一の音楽科高校である奈良県立高円高等学校音楽科に入学。チェロと作曲を専攻。入学時の順位は最低でギリギリでの合格だったが平均睡眠時間3時間で3年間トレーニングした。2001年渡米。バージニア州のシェナンドー大学」に入学。作曲を専攻。日本への通信手段としてラップトップパソコンを持参した事からコンピュータとインターネットに興味を持つ。2005年、「SaGa」にてavex traxよりメジャー・デビュー。アニメ「頭文字D」などの曲で各国にファンを獲得、北米ツアーやロサンゼルスでイベントを主催。2008年1月、「MATSURI 4 - Hi-Sci - 」アメリカ、ロサンゼルスにて開催。プレ・イベントとして、クリスマスにラスベガスの著名カジノ「Stratosphere」で飛び入りでアメリカ初ライブを行い、スタンディングオベーションとなる。Hey! Say! JUMP、TRFなどに楽曲提供も行いながら、X JAPANの2009年ワールドツアー公演において、東京、台湾で日本のファッションとダンスを融合させたショーを演出、総指揮を務めた後インターネットを学ぶため株式会社INDIVISUALを設立、ヴィジュアル系という日本独自の音楽を海外に発信するメディアを開設。2010年香港にてUSTREAM世界歴代同時視聴者数1位をとるまでに成長。日本音楽制作者連盟、日本音楽事業者協会、日本音楽出版社協会による全音楽業界総合の日本の音楽の海外発信プロジェクト「SYNC MUSIC JAPAN」の設立、運営に携わり、日本音楽史上初の共同プロジェクトを実現。2010年、日本のファッションをアメリカにて紹介するイベント「TOKYO FASHION FESTA」をニューヨーク・マンハッタンにて主催。1000人満員の成功をおさめ、現地のファッション業界の注目を集め、同公演を同年6月「JAPAN DAY NY」にてセントラル・パークで開催するに至る。「日本のカワイイを世界に発信」というコンセプトをもとにKAWAII JAPANをオープンしたところで全インターネット事業を譲渡。2011年、拠点を中国に移し音楽活動に復帰。中国の人気番組「武林風」の主題歌およびアイドルユニット「武林BABY」のプロデューサーとなる。自身もプロデューサーとして番組に出演、ユニットSaGaを中国版として復活させ、再度表舞台に立つ。2012年、S.A.ENTERTAINMENT（陽光亜洲娯楽有限公司）を香港および北京に設立。自身のプロデュースワークの為、ダンス、レコーディング、撮影などを可能とするS.A.CREATIVE STUDIOを北京中心部に開設。複数のユニットのプロデュースを手がけ、自身もプロデューサー・アーティストとして中国のTV番組、イベント等に出演。

## 略歴
- 1981年 - 大阪府寝屋川市に誕生。1984年 - 奈良県生駒郡斑鳩町に転居。
- 1988年 - 西武保育園卒園。1994年 - 斑鳩町立斑鳩小学校卒業。1997年 - 斑鳩町立斑鳩中学校卒業。2000年 - 奈良県立高円高等学校音楽科、チェロ、作曲専攻卒業。
- 2001年 - 渡米。バージニア州「シェナンドー大学」入学。作曲を専攻。
- 2002年 - カリフォルニア州「ミュージシャンズ・インスティチュート」編入。コンピュータ・ミュージック制作を専攻。
- 2003年 - 帰国してユニット「SaGa」結成。レコーディングを開始。
- 2004年 - 「SaGa」と共に再び渡米。デモCDがavex traxの耳に留まる。
- 2005年 - 「SaGa」にてavex traxよりメジャー・デビュー。 3月、1st single 「Brighter side」リリース。アニメ「Viewtiful Joe」のテーマとして世界中でOA。7月、2nd single「Spirit Awake」リリース。 11月、3rd single「円-MADOKA-」リリース。世界各国で「頭文字D」挿入歌となる。
- 2006年 - 4月、4th single「We need love」、11月、5th single「超」、12月、6th single「City Light」リリース。
- 2007年 - 6月、1st Album「Raison D'etre -レゾンデトー - 」リリース。9月、「MATSURI 3 - Matsuri da Yo!! - 」主催。
- 2008年 - 1月、「MATSURI 4 - Hi-Sci - 」アメリカ、ロサンゼルスにて主催。5月、「SaGa」活動休止。「MATSURI 5 - 超大陸祭 - 」主催。
- 2009年 - 5月、株式会社INDIVISUAL設立。代表取締役に就任。8月、海外向けヴィジュアル系サイト「INDIVISUAL」オープン。
- 2010年 - 2月、ニューヨークにて「TOKYO FASHION FESTA」を主催。4月、海外向けアイドル系サイト「KAWAII JAPAN」オープン。6月、新ユニット「VY」発足。セントラルパークにてLIVE出演。
- 2011年 - 4月、株式会社アンダーゼットグループ プロデューサーに就任。
- 2012年 - 3月、S.A.ENTERTAINMENT（陽光亜洲娯楽有限公司）香港/北京設立。
- 2014年 - 3月、アジアンEDMグループSVGV開始。

## 音楽プロデュース歴
- 「Lif-e-Motions」- TRF
- 「シロイツキ」- YU-KI アニメ「妖逆門」テーマソング
- 「bump up!」- Hey! Say! JUMP
- 「There for Alive」- Rio 「DANCE @LIVE2008ファイナル両国国技館」テーマソング
- 「CIty 灯 Light」- SaGa D'OAMダンス公演「City Light Memory」イメージソング
- 「Heaven」- SaGa 大阪市主催ミュージカル「Osaka Heaven」 テーマソング
- 「Revolution」- SaGa ダンスオペラ「High Skool Revolution」 テーマソング
- 「Sunlight Everywhere」- SaGa ダンスオペラ「High Skool REvolution」 エンディングテーマソング
- 「Brighter side」「Spirit Awake」 - SaGa アニメ「Viewtiful Joe」オープニングテーマ
- 「And You」- SaGa アニメ「Viewtiful Joe」エンディングテーマ
- 「円-MADOKA-」- SaGa アニメ「頭文字D」挿入歌・SaGa 「早稲田進学アカデミー」CMソング

## ファションショープロデュース歴
- X JAPAN WORLD TOUR Live in TOKYO 〜攻撃続行中〜 東京ドーム公演 Violet UK ファッションショー プロデュース
- X JAPAN WORLD TOUR Live in TAIPEI 台湾公演 ファッションショー トータルプロデュース
- 攻撃再開 2008 I.V.〜破滅に向かって〜 東京ドーム公演 Violet UK ファッションショー 共同プロデュース
- TOKYO FASHION FESTA NY2010 ニューヨーク公演 トータルプロデュース

## 制作

### 楽器演奏・作曲
クラシックとエレクトロの作曲バックグラウンドを持ち、おもに作曲はMacで行う。ソフトウェアはCubase , Ableton Live , Native Instruments 等。作曲方式は主にループの制作から入り、ループから曲構成を考え、最後にメロディーを付ける。本人曰く「常に作曲は、自分の追い求める風景、懐かしい風景を紡ぐように音色やコードやメロディーを選んでゆく」

### 使用機材
Machine:MacBook,iMac
Software:Ableton Live , Cubase 5
Instrument:Native Instruments, Spectrasonics
Interface / Controller:Ozonic, Novation Launchpad

### 作詞
ほとんどの場合、メロディーと語感にあった仮歌をアドリブで歌い、それを聴きながらインスピレーションを得る事が多い。テーマはSaGa時代は、「人間の性（サガ）」をテーマにした生き方などを歌う歌が多かった。VY時代になってからもそれは継承されより深く煽動的な詩世界を描いている。

### 社会活動
2010年の途中からソーシャルビジネスに傾倒しており、TED、Blue Economyなど新しいソーシャル・キャピタルを創るプロジェクトに関わり始めている。社会活動のテーマは「理想の国家創造」であり、そのキーとなる考えは「人と自然との新しい共存の在り方」、「人と人（コミュニティ）との新しい絆」。

### その他
自己の職業として目指すものは音楽家、社会活動家、旅人、国家創設者を全て兼ね備えたもの

### 愛読書
- 「愛と幻想のファシズム」「希望の国のエクソダス」「5分後の世界」 - 村上龍
- 「戦争論」 - 小林よしのり
- 「イリュージョン」 - リチャード・バック
- 「聖なる予言」 - ジェームズ・レッドフィールド
- 「沈黙の艦隊」 - かわぐちかいじ
- 「サンクチュアリ」 - 史村翔